# Mutual (Laura Tesoro)
Mutual is een single van de Belgische zangeres Laura Tesoro. De single die onder meer geschreven werd door zangeres Ella Eyre kwam uit op 30 november 2018. De single stond 16 weken lang in de Ultratop 50.